# Kościół św. Andrzeja Boboli w Siemiatyczach
Kościół św. Andrzeja Boboli w Siemiatyczach – rzymskokatolicki kościół położony w diecezji drohiczyńskiej, dekanacie Siemiatycze przy ul. Kościelnej 1 w Siemiatyczach.  Kościół parafialny parafii św. Andrzeja Boboli.

## Historia
Parafia św. Andrzeja Boboli w Siemiatyczach została erygowana 11 września 1988 roku przez ks. biskupa Władysława Jędruszuka (1918–1994), administratora apostolskiego diecezji pińskiej (1967–1991). Została ona wyodrębniona z parafii Wniebowzięcia Matki Bożej w Siemiatyczach. Jej pierwszym proboszczem z dniem 10 września 1988 roku został ks. Jan Koc.
Jesienią 1988 roku na plac kościelny została przywieziona stara, drewniana kaplica z Nurca. W szybkim czasie została ona powiększona i dostosowana do potrzeb nowej parafii. Kaplicę poświęcił dnia 5 lutego 1989 roku wspomniany ks. biskup Władysław Jędruszuk.
Obecny murowany kościół w stylu neobarokowym został zbudowany w latach 1993–2000, pod kierunkiem inż. Krzysztofa Wardaszko z Małkini, staraniem ks. kan. Jana Koca. Projekt świątyni wykonał mgr inż. arch. Henryk Kosieradzki z Siedlec. Kamień węgielny poświęcił i wmurował dnia 12 września 1993 roku ks. Władysław Jędruszuk, biskup drohiczyński (1991–1994). Nową świątynię konsekrował w dniu 16 kwietnia 2000 roku (Rok Jubileuszowy) ks. Antoni Dydycz, biskup drohiczyński.
W roku 1994 został założony cmentarz grzebalny, który w dniu 11 maja 1994 roku poświęcił wspomniany ks. Władysław Jędruszuk. W głębi posesji kościelnej stoi murowana plebania zbudowana w latach 1991–1992, staraniem wspomnianego ks. kan. Jana Koca. Jej projekt wykonał architekt Stanisław Szymański z Gdańska.